# Intel X58
| Intel X58        | Intel X58 |
| ---------------- | --------- |
|                  |           |
| Поддержка ЦП     | Core i7   |
| Поддержка сокета | LGA1366   |
| TDP              | 24,1 Вт   |
| Предшественник   | X48       |
| Преемник         | X79       |

Intel X58 — чипсет Intel, анонсированный в ноябре 2008 года, продолжение линейки "X"-чипсетов.

## Краткие характеристики

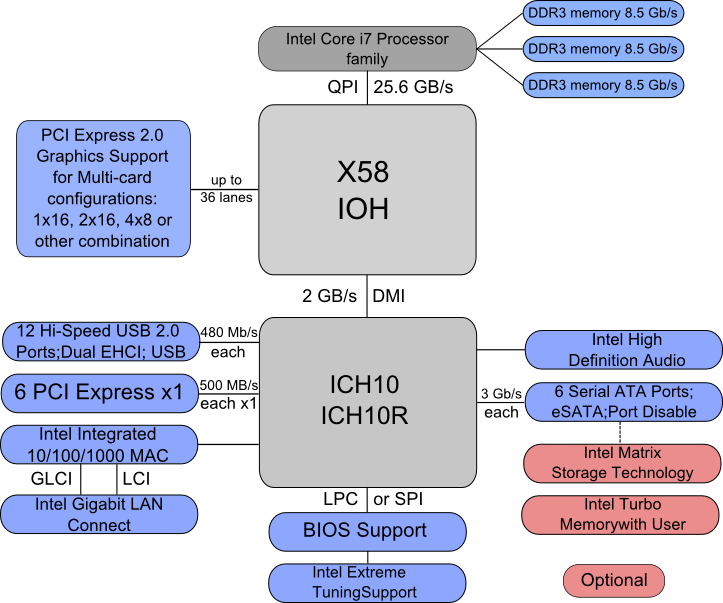
Диаграмма компьютера на базе X58

- поддержка процессоров семейства Core i7 и Core i7 Extreme Edition, основанных на микроархитектуре Nehalem, при подключении к этим процессорам по шине QPI;
- 2 графических интерфейса PCI Express 2.0 x16, с возможностью разбить каждый на два графических интерфейса с половинной скоростью или даже на четыре с четвертной скоростью;
- дополнительный интерфейс PCI Express 2.0 x4, с возможностью разбить его на два интерфейса с половинной скоростью;
- шина DMI (с пропускной способностью ~2 ГБ/с) до южного моста ICH10/R.

## Особенности чипсета
Северный мост чипсета X58 называется IOH (Input/Output Hub), а не как в прошлых моделях X48, X38, P45 — MCH (Memory Controller Hub). В отличие от предыдущих решений, в X58 отсутствует контроллер оперативной памяти, в системах на базе X58 память подключается непосредственно к центральному процессору, получившем интегрированный контроллер памяти.
В отношении процессорной поддержки чипсет имеет порт QPI, и любые процессоры, использующие эту шину (ядро Bloomfield), в платах на базе Intel X58 заработают. Правда, максимальная пропускная способность порта QPI может отличаться: 4,8 или 6,4 GT/s (гигатранзакций в секунду), что соответствует 9,6 или 12,8 ГБ/с в каждом из двух направлений одновременно. Разница в пропускной способности определяется типом использованного процессора (больше — для Core i7 Extreme Edition), причём бо́льшая пропускная способность обеспечивается не за счет повышенной базовой частоты (как это было в Quad-Pumped Bus FSB), а за счет увеличения множителя относительно базовой BCLK (133 МГц). Графический интерфейс X58 обеспечивает в следующей конфигурации: 2 независимых порта PCI Express 2.0x16. Но точно такими же возможностями обладали X38 и X48, а также старшие чипсеты NVIDIA — но, под Nehalem это первый чипсет с такими характеристиками. Причём для Bloomfield это не только первый, но и, скорее всего, единственный чипсет вообще: Intel младшие продукты в линейке 5x выпустит только для поддержки Havendale и Lynnfield. NVIDIA также отказалась от идеи разрабатывать чипсет под Bloomfield (несмотря на наличие лицензии на шину QPI, так что технически в состоянии это сделать), но планирует выпустить новую линейку под младшие процессоры микроархитектуры Nehalem. Важным следствием этого отказа NVIDIA стала новость: впервые чипсет сторонней компании получил лицензию на поддержку SLI. Также Intel X58 является чипсетом с официальной одновременной поддержкой SLI и CrossFireX.
По сути, северный мост чипсета X58 — это один большой контроллер PCI Express 2.0 для подключения внешней графики. Ещё он занимается арбитражем данных от/для периферийных контроллеров южного моста, а также имеет лишние 4 линии PCI Express 2.0 для подключения периферии.
Тепловыделение X58 уменьшилось в сравнении с предыдущими топовыми чипсетами Intel, за счет удаления контроллера памяти, но в целом не сильно (учитывая QPI).

## Таблица сравнениячипсетов
| Чипсет (северный мост)                          | X58 IOH            | X48 MCH        | X38 MCH        | P45 MCH        |
| ----------------------------------------------- | ------------------ | -------------- | -------------- | -------------- |
| Процессорная шина, пропускная способность       | QPI, 25,6 ГБ/с     | FSB, 12,8 ГБ/с | FSB, 10,7 ГБ/с | FSB, 10,7 ГБ/с |
| Контроллер памяти, максимальный режим           | Отсутствует        | 2×DDR3-1600    | 2×DDR3-1333    | 2×DDR3-1333    |
| Контроллер PCI Express 2.0                      | 2×PCIEx16 + PCIEx4 | 2×PCIEx16      | 2×PCIEx16      | PCIEx16        |
| Тепловыделение максимальное расчетное (TDP), Вт | 24,1               | 30,5           | 26,5           | 22             |
| Тепловыделение в простое (Idle), Вт             | 8,5                | 15,1           | 12,3           | 9              |